# Zygophyllum oxianum
Zygophyllum oxianum är en pockenholtsväxtart som beskrevs av A. Boriss.. Zygophyllum oxianum ingår i släktet Zygophyllum och familjen pockenholtsväxter. Inga underarter finns listade i Catalogue of Life.